# Пјана д'Олмо (Кампобасо)
Пјана д'Олмо је насеље у Италији у округу Кампобасо, региону Молизе.
Према процени из 2011. у насељу је живело 42 становника. Насеље се налази на надморској висини од 776 м.